# Nadejda Roumiantseva
Pour les articles homonymes, voir Roumiantseva.
Nadejda Vassilievna Roumiantseva (en russe : Наде́жда Васи́льевна Румя́нцева), née le 9 septembre 1930 à Potapovo, dans l'oblast de Smolensk, et morte le 8 avril 2008 à Moscou) est une actrice russe.

## Biographie
Née dans le village de Potapovo dans la famille d'un cheminot, Nadejda Roumiantseva fait ses études à l'Institut national de la cinématographie chez Olga Pyjova. Parallèlement elle endosse les rôles travesti au théâtre académique de la jeunesse de Moscou. Elle devient actrice du Théâtre national d'acteur de cinéma en 1955. Elle apparaît dans plusieurs films, parmi lesquels les plus réussis sont les comédies Les Filles de Youri Tchoulioukine (1961) et La Reine de la station-service de Nikolaï Litous et Alexeï Michourine (1962).
À la fin des années 1960, sa carrière est interrompue, l'actrice accompagne son mari, le diplomate Willy Khchtoyan, qui travaille au service du commerce extérieur de l'URSS en Malaisie, puis en Égypte. 
De retour en Union soviétique, elle devient animatrice du programme matinal Boudilnik [Le Réveil] à la télévision centrale soviétique. Elle prête également sa voix aux personnages de dessins animés et assure le doublage de films étrangers.
Nadejda Roumiantseva meurt d'une tumeur au cerveau dans une clinique de Moscou le 8 avril 2008, à l'âge de 77 ans. Elle est enterrée au cimetière arménien de Moscou.

## Filmographie
- 1953 : Aliocha Ptitsyne se forge un caractère (Алёша Птицын вырабатывает характер) d'Anatoli Granik : Galia
- 1956 : Le Mexicain (Мексиканец) de Vladimir Kaplounovski (ru) : Mey
- 1961 : Les Filles (Девчата) de Youri Tchuliukine : Tossia
- 1962 : La Reine de la station service (Королева бензоколонки) de Olexii Michourine et Mykola Litous : Lioudmila Dobryvetcher

### Doublage
- 1966 : La Prisonnière du Caucase ou les Nouvelles Aventures de Chourik : Nina (rôle de Natalia Varley)
- 1969 : Le Soleil blanc du désert : Guioultchataï (rôle de Tamara Fedotova)
- 1982 : Sportloto-82 de Leonid Gaïdaï (voix de Svetlana Amanova)